# Didactylia capitulata
Didactylia capitulata är en skalbaggsart som beskrevs av Clouet 1898. Didactylia capitulata ingår i släktet Didactylia och familjen Aphodiidae. Inga underarter finns listade i Catalogue of Life.